# Février 1874

## Événements
- Japon : création d’un club influent d’intellectuels libéraux, la « société de l’an 6 de Meiji », qui théorise le mouvement de modernisation des structures sociales.

- 4 février : incendie de Kumasi par les Britanniques.

- 11 février : George Anthony Walkem devient premier ministre de la Colombie-Britannique.

- 22 février : victoire des conservateurs aux législatives au Royaume-Uni. Fin du ministère libéral de William Gladstone, début du ministère conservateur de Benjamin Disraeli, Premier ministre du Royaume-Uni, qui a su donner une base populaire à son parti (fin en 1880). Les nationalistes irlandais voient leur représentation aux Communes passer de 5 à 59 députés. Deux candidats du Labour Representation League sont élus.

## Naissances
- 10 février : Walter Maxfield Lea, Premier ministre de l'Ile du Prince Edouard.
- 12 février : Auguste Perret, architecte français.
- 15 février : Sir Ernest Henry Shackleton, explorateur anglo-irlandais († 5 janvier 1922).
- 28 février :  Louise Lavrut, peintre française († 7 mars 1956).

## Décès
- 1er février : Philippe Coppyn, homme politique belge francophone libéral (° 29 mai 1796).
- 8 février : Joseph-Eugène-Bruno Guigues, premier évêque d'Ottawa.
- 9 février : Sophie Rostopchine, comtesse de Ségur, romancière française.
- 17 février : Adolphe Quetelet, mathématicien belge (° 7 février 1796).